# Musique alsacienne
La musique alsacienne est l'expression musicale de l'Alsace. Elle constitue le patrimoine d'une région française naturellement tournée vers l'Est de l'Europe en raison de la proximité culturelle et géographique. La musique est proche de celle de l'Allemagne, l'Autriche et la Suisse. Comme dans un grand nombre de régions frontalières, les harmonies se sont massivement développées à la fin du XIXe siècle et au début du XXe siècle. Chaque village alsacien s'est doté d'une fanfare ou d'une harmonie et plus rarement dans les grandes villes, d'un orchestre symphonique. Après-guerre, il y a eu un regain d'intérêt pour les manifestations folkloriques et les fêtes de villages.  
L'Alsace a de par son histoire une particularité bilingue et binationale, étant à certains moments française et à d'autres allemande. Dès lors c'est en alsacien, un dialecte alémanique, qu'elle s'exprime dans sa musique vocale. Chant traditionnels et danses font la paire. Située au carrefour de l'Europe, l'Alsace est depuis des siècles le berceau de la création musicale. 
Historiquement la musique dite « classique » est ancrée chez les familles aisées qui ont accès aux enseignements par les différentes institutions (Conservatoire et Écoles de musique) ou directement chez un professeur privé. D'autres styles musicaux ont voyagé dans la région. À partir de 1917, les Américains apportent le jazz. Puis la « variété ». Depuis les années 1970, il convient également d'évoquer une scène de «rock alsacien» où évoluent aussi bien des jeunes talents que des « valeurs sûres ». 

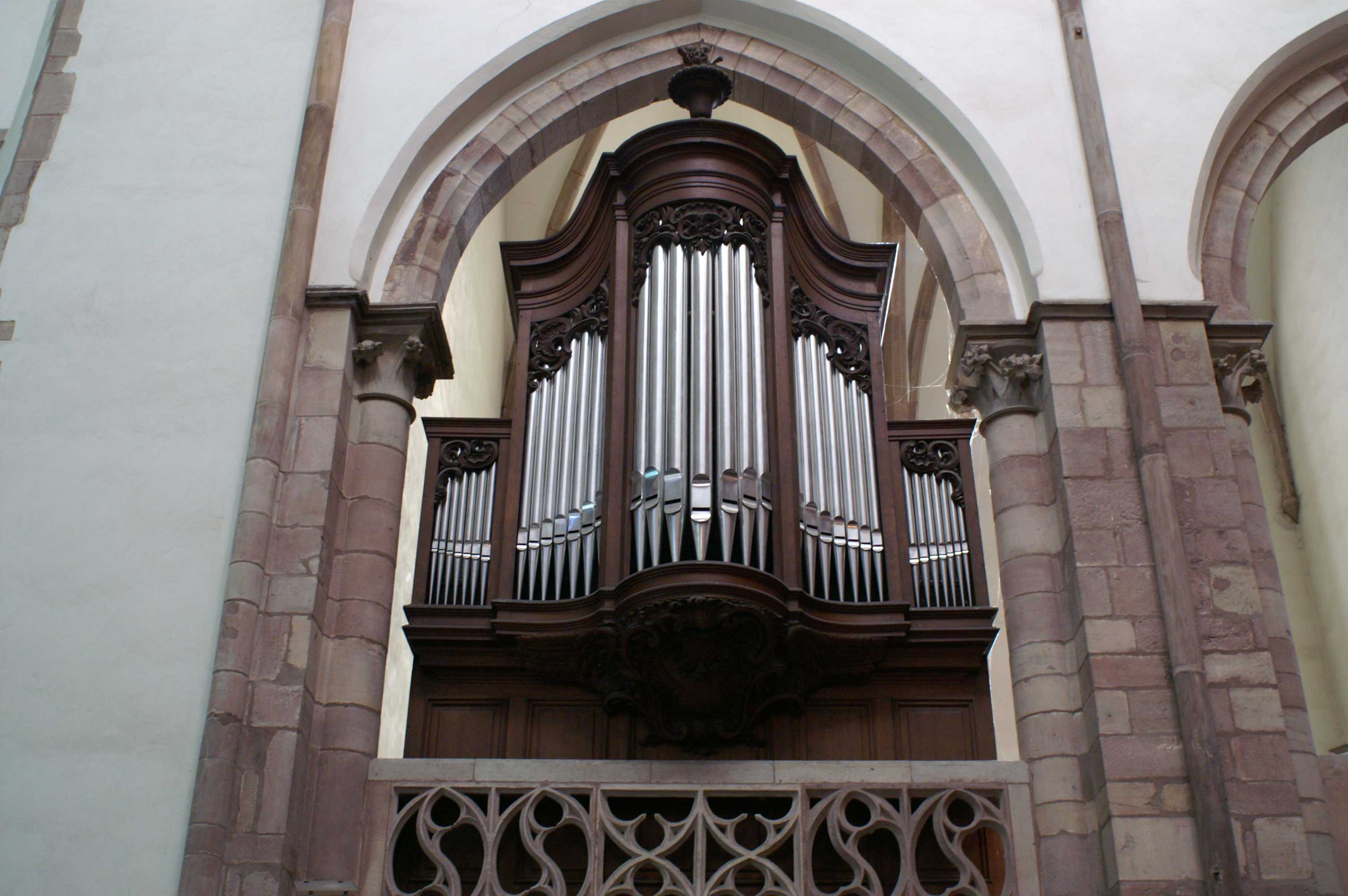
Orgue de chœur de l'église Saint-Thomas à Strasbourg où Albert Schweitzer donna plusieurs récitals.

## Musique classique

### Albert Schweitzer
On ne peut parler de musique en Alsace sans évoquer la figure marquante du Docteur Albert Schweitzer. Également organiste et  musicologue, ce fils de pasteur a très tôt été imprégné par la musique d'orgue. Il s'est concentré sur l'héritage de Jean-Sébastien Bach, tant du point de vue de l'interprétation que sur l'analyse ayant écrit une monographie. Fervent ambassadeur de cet instrument unique, il a joué sur les plus belles consoles pour financer la construction d'un hôpital à Lambaréné. De nombreux enregistrements ont été réalisés dès les années 1950. 

## Musique populaire

### Bloosmusik

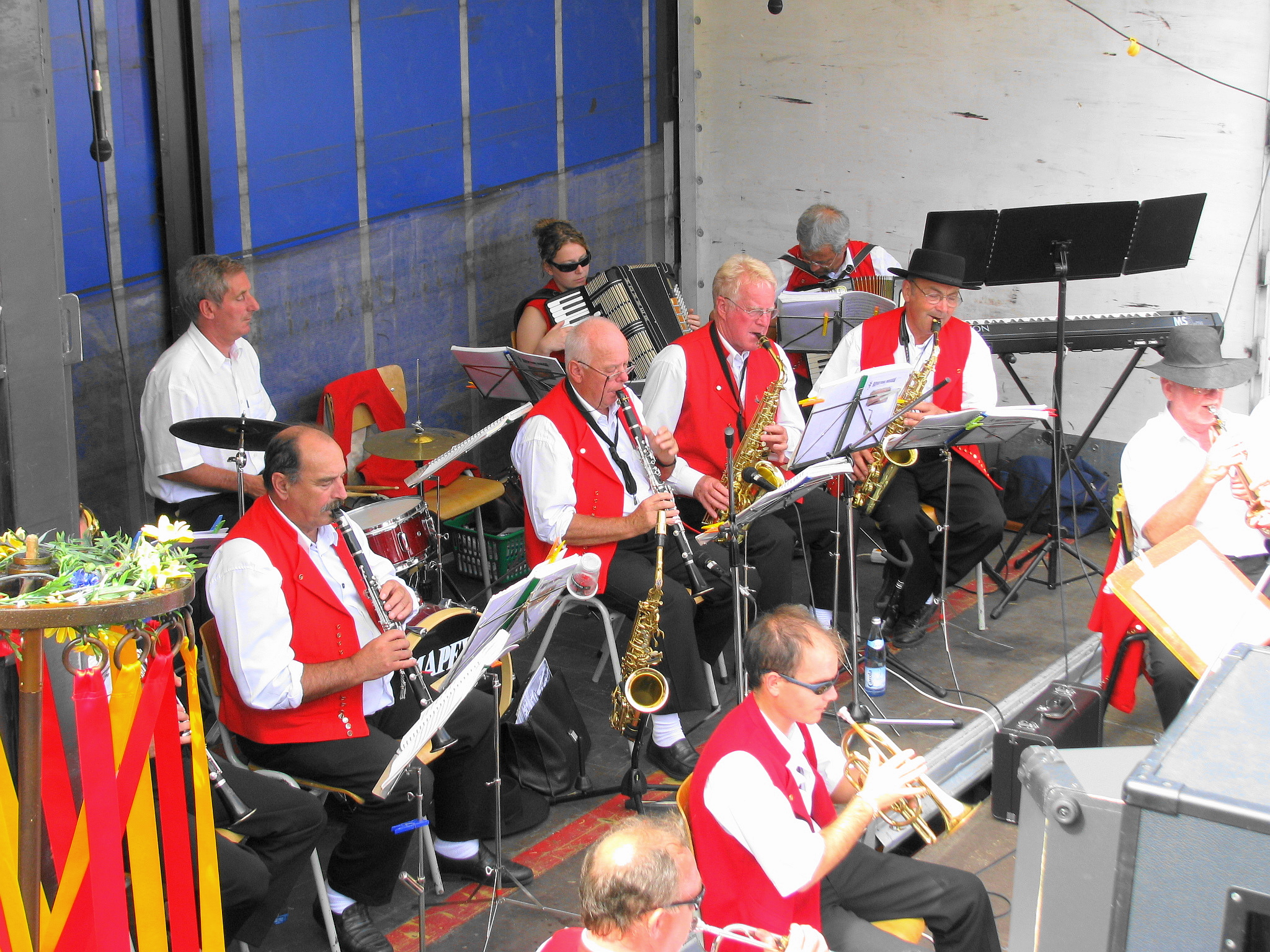
Bloosmusik

La musique typique, jouée lors des festivités campagnardes, s'appelle Bloosmusik ou Blôsmusik, c'est-à-dire, musique «à souffler», ce qui est une manière de dire qu'elle est produite par un orchestre d'instruments à vent, proche d'un brass band, avec quinze à trente musiciens (essentiellement cuivres, bois, accordéons et percussions). Une tendance récente intègre aussi des instruments tels que le synthétiseur ou le cor des Alpes. Alors que depuis la dernière guerre la musique de chambre urbaine a disparu, ce sont les fanfares et les harmonies villageoises qui ont pris le relais, accompagnant souvent les danses folkloriques alsaciennes. Les musiciens sont en général vêtus de gilets rouges, chemises blanches et pantalons noirs typiques . Très populaires, les interprétations sont souvent entre-coupées d'apartés ou de cocasseries dialectales.

### Stubenmusik
Par ailleurs, de même qu'en Bavière, chaque brasseur alsacien (Kronenbourg, Fischer, Meteor, Perle, Ancre, Adelshoffen, etc) avait, son orchestre dédié de  (« musique de taverne »). Il est en de même dans la police nationale ou la gendarmerie. On retrouve également cette tradition à l'Électricité de Strasbourg. 

### Singermacher
L'Alsace est une terre riche en compositeurs ou auteurs (Singermacher), ainsi en est-il de Charles Beck, Paul Boistelle, Willy Dorsel, Félix Ehlinger, Fernand Erbsland, Gaston Fraulob, Joseph Graff, Arthur Herzog, Rémy Huber, Frédérick Linck, Jules Mayer, Robert Meyer, Géo Rieb, André Ritter, Charles Schaaf, Charles Thomann, Arthur Weber, Richard Roth, et Raymond Hunzinger… Pourtant, la demande va plutôt actuellement vers la musique Böhmische, inspirée de la musique tzigane.

### Guggenmusik
Forte de l'influence suisse, la musique alsacienne a également développé une Guggenmusik (fanfares qui font de la musique avec des déguisements) qui intervient notamment dans les carnavals de la région rhénane (cf. carnaval de Bâle, carnaval de Cologne).

## Cabaret
On ne peut passer sous silence le personnage persiffleur de Roger Siffer, un chansonnier bien connu en Alsace qui œuvre beaucoup pour la préservation du dialecte alsacien, au sein notamment de son cabaret strasbourgeois « La Choucrouterie ».

## Renouveau de la chanson traditionnelle
Au cours des années 1970, un certain nombre d'auteurs compositeurs interprètes enregistrent des disques dans le sillage de Roger Siffer. Leur préoccupation première est de rendre les chansons traditionnelles accessibles aux jeunes générations, de jouer en quelque sorte un rôle de conservateur, c'est particulièrement le cas du groupe Géranium dans ses premiers albums, des Luschtiga Malker de la vallée de Munster. Très vite ces artistes se mettent à écrire leurs propres chansons, dans le but de faire vivre le dialecte au-delà des traditions. On peut citer pêle-mêle des artistes tels que François Brumbt, René Egles, Daniel Muringer (fondateur du groupe Géranium), Roland Engel et bien d'autres.

## Rock
Depuis quelques années, une scène de « rock alsacien » a fait son apparition avec des groupes qui ont souvent choisi la voie de l'humour pour allier la tradition alsacienne avec des rythmes plus endiablés. Ainsi on peut citer des groupes comme Em Remes Sini Band, qui fait office de pionnier avec un premier album sorti dès 1979, Kansas of Elsass & De Gang, les Hoplà Guy's,  Mr Bretzel dans un style qui mélange le rock et le cabaret humoristique, Les Assoiffés dans un style punk rock festif émaillé de chansons à boire ou encore les Bredelers, toujours vêtus d'un kilt écossais lorsqu'ils montent sur scène et qui produisent selon leurs propres termes un « celti-pounki-rock », mélange d'accordéon musette, de guitare électrique et de chœurs lyriques au verbe alsacien. Peu connus en dehors de l'Alsace, ces musiciens bénéficient du soutien d'un public local qui communique avec eux via Internet ou durant des concerts.